# Pieter Verhees
Pieter Verhees (ur. 8 grudnia 1989 w Lommel) – belgijski siatkarz, grający na pozycji środkowego, reprezentant Belgii. 
W 2013 roku uzyskał tytuł magistra wychowania fizycznego i nauk o ruchu na VUB (Vrije Universiteit Brussel) w Brukseli.
Jego dziewczyną jest bośniacka siatkarka Edina Begić.

## Sukcesy reprezentacyjne
Mistrzostwa Europy Kadetów:
- 2007

## Sukcesy klubowe
Superpuchar Belgii:
- 2006, 2011

Puchar Belgii:
- 2007, 2008, 2012

Liga belgijska:
- 2008, 2012
- 2007, 2011, 2021
- 2009, 2010

Puchar CEV:
- 2008, 2013

Puchar Challenge:
- 2014

Puchar Włoch:
- 2015

Liga włoska:
- 2015

## Nagrody indywidualne
- 2010: Najlepszy blokujący w finale ligi belgijskiej w sezonie 2009/2010
- 2011: Najlepszy blokujący w finale ligi belgijskiej w sezonie 2010/2011